# 海南警察学院
海南警察学院是中华人民共和国的一所全日制公办本科普通高等学校，位于海南省海口市。
1993年，海南省政法干部学校成立，为中专层次。2003年，升格为大专层次的海南政法职业学院。2025年6月，升格为本科层次的海南警察学院。